# Jean-Pierre Kwambamba Masi
Jean-Pierre Kwambamba Masi, né le 19 août 1960 à Ngi (République démocratique du Congo), est un évêque catholique congolais, actuel évêque de Kenge.

## Biographie

### Jeunesse et formation
Jean-Pierre Kwambamba Masi est né le 19 août 1960 à Ngi, alors dans la province de Bandundu. De 1967 à 1973, il effectue ses études primaires à Bandundu et à Bulungu.
Il effectue ensuite ses études secondaires au petit séminaire Saint Charles Lwanga de Kalongo entre 1973 et 1979. Par la suite, il étudie la philosophie au grand séminaire Saint Augustin de la même ville jusqu'en 1982 puis la théologie au grand séminaire Jean XXIII à Kinshasa.

### Prêtre
Il est ordonné prêtre le 17 août 1986 pour le diocèse de Kenge. Entre 1987 et 1992, il est envoyé à Rome pour poursuivre sa formation. Il obtient un doctorat de liturgie à l'Athénée pontifical Saint-Anselme. 
Il retourne ensuite dans son diocèse d'origine où il enseigne d'abord au petit séminaire Saint Charles Lwanga de Kalongo de 1992 à 1994, date à laquelle il est nommé vicaire général de son diocèse. De 1998 à 2003, il est enseignant et recteur du grand séminaire théologique Saint Cyprien de Kikwit. 
A partir de 2003, il est de retour à Rome où il est official de la Congrégation pour le culte divin et la discipline des sacrements puis cérémoniaire pontifical de 2009 à 2015, avec le titre de Prélat d'honneur de Sa Sainteté. Il est le premier prêtre d'origine africaine à occuper la fonction de cérémoniaire pontifical.

### Évêque
Le 31 mars 2015, le pape François le nomme évêque auxiliaire de Kinshasa avec le titre d'évêque titulaire de Naratcata. Il est consacré évêque le 7 juin 2015 par le cardinal Laurent Monsengwo Pasinya, archevêque de Kinshasa, assisté d'Arthur Roche, secrétaire de la Congrégation pour le culte divin et la discipline des sacrements et Philippe Nkiere Keana, évêque d'Inongo.
Le 31 mars 2018, il est transféré par le pape François à la tête du diocèse de Kenge où il est installé le 20 mai 2018.

## Prises de positions

### Conflit entre les communautés Yaka et Téké
A partir de juin 2022, un conflit oppose les communautés Yaka et Téké dans le territoire de Kwamouth. Ce conflit a débordé dans le territoire voisin du diocèse de Kenge. L'Église tente de jouer dans ce conflit un rôle de médiatrice, à l'instar du cardinal Fridolin Ambongo Besungu qui s'est rendu sur place pour appeler à la paix.
Jean-Pierre Kwambamba Masi s'est lui aussi exprimé en faveur de la paix entre les deux communautés en rencontrant les chefs coutumiers des deux communautés et en appelant à trouver des solutions de paix et à aider les déplacés par le conflit.